# ロウアーマレー語派
ロウアーマレー語派（ロウアーマレーごは）はパマ・ニュンガン語族から派生した語派である。ロウアーマレー語派からは以下の5つの言語が派生している。
- ヤラルデ
- ンガヤウング（英語版）
- ユユ（英語版）
- ケラミン（英語版）
- イタイタ（英語版）

言語学者であったロバート・マルコム・ワード・ディクソンはロウアーマレー語派は他のパマ・ニュンガン語族の言語と深い関係がなく、またそれらとの系統関係が立証されてないとしてロウアーマレー語派を孤立した言語とした。イェール大学教授のクレール・ボーワーは2011年にロウアーマレー語派はペラマンクから派生したものであると推定した。